# بطولة كاريوكا 1970
بطولة كاريوكا 1970 هو موسم من بطولة كاريوكا. فاز فيه نادي فاسكو دا غاما.